# پدیدارشناسی (جامعه‌شناسی)
پدیدارشناسی (جامعه‌شناسی) (به انگلیسی: (Phenomenology (sociology) یا جامعه‌شناسی پدیدارشناختی مطالعه ساختارهای صوری هستی اجتماعی انضمامی است همان‌طور که «در» و «از» طریق توصیف تحلیلی اعمال آگاهی هدفمند در دسترس است. موضوع چنین تحلیلی جهان زیسته معنادار زندگی روزمره است. وظیفه جامعه‌شناسی پدیدارشناختی توصیف یا تبیین ساختارهای صوری موضوع مورد بررسی بر حسب ذهنیت، به عنوان عینیتی است که «در» و «برای» آگاهی ساخته شده‌است.

## زمینه
پدیدارشناسان اجتماعی در مورد ساخت اجتماعی واقعیت صحبت می‌کنند. آنها نظم اجتماعی را حاصل تعامل روزمره می‌دانند و اغلب گفتگوها  را بررسی می‌کنند تا روش‌هایی را بیابند که مردم برای حفظ روابط اجتماعی استفاده می‌کنند.
برجسته‌ترین نماینده جامعه‌شناسی پدیدارشناسی آلفرد شوتس (۱۳ آوریل ۱۸۹۹–۲۰ مه ۱۹۵۹) بود. شوتس با به‌کارگیری روش‌ها و بینش‌های برگرفته از فلسفه پدیدارشناختی ادموند هوسرل (۸ آوریل ۱۸۵۹–۲۷ آوریل ۱۹۳۸) در مطالعه جهان اجتماعی به دنبال ساخت پایه های فلسفی انتقادی برای  «جامعه‌شناسی تفهمی» ماکس وبر (۲۱ آوریل ۱۸۶۴–۱۴ ژوئن ۱۹۲۰) جامعه‌شناس آلمانی بود.

## فرض‌های اصلی
تز کلی نگرش طبیعی، شالوده ایده‌آلی برای دنیای واقعی، تجربه اجتماعی ساده و عقل سلیم ما است. این فرایند، جهان اشیاء منفرد را در جهان یکپارچه معنا متحد می‌سازد که ما فرض می‌کنیم توسط هر و همه کسانی مشترک است که فرهنگ ما را به اشتراک می‌گذارند.

### ذخیره دانش
اصطلاح «ذخیره دانش» توسط شوتز ابداع شد.
این مفهوم برای جامعه‌شناسان پدیدارشناس حیاتی است چون مدعی بین الاذهانی بودن واقعیت اجتماعی هستند در حالی که پدیدارشناسان تمایل بر تمرکز روی ایجاد ساختارهای دارند، همان‌طور که هوسرل آن را «آگاهی هدفمند» می‌نامد. طرفداران جامعه‌شناسی پدیدارشناختی به ساختارهای «جهان‌حیات» علاقمند هستند.
دومی، به جهان به عنوان تجربه مستقیم از طریق ذهنیت زندگی روزمره اشاره می‌کند. همان‌طور که در زندگی روزمره خود می‌گذریم، از ذخایر دانش خود برای تفسیر استفاده می‌کنیم. «ذخایر دانش» معمولاً یک «پیکربندی پس‌زمینه عمیق» است. مجموعه‌ای از تجربیات گذشته، شامل زبان مادری و قوانین زبانی فرد؛ شیوه‌های مرسوم تفسیر عبارات و رویدادها؛ نظریه‌ها و روش‌های متعدد؛ شکل‌های شنیداری و بصری؛ درک مشترک فرهنگی و هنجاری و مانند آن."شوتس استدلال کرد که تمام «تفسیر این جهان بر اساس مجموعه‌ای از تجربیات پیشین است.»

## تقلیل
مارتین هایدگر (۲۶ سپتامبر ۱۸۸۹-۲۶ مه ۱۹۷۶) پروژه پژوهشی پدیدارشناختی هوسرل را چنین توصیف می‌کند: توصیف تحلیلی هدفمند در «پیشینی» آن.